# Католицька церква в Анголі
Като́лицька це́рква в Анго́лі — найбільша християнська конфесія Анголи. Складова всесвітньої Католицької церкви, яку очолює на Землі римський папа. Керується конференцією єпископів. Станом на 2004 рік у країні нараховувалося близько 10 302 000 католиків (50,04% від усього населення). Існувало 16 діоцезій, які об'єднували 271 церковних парафій.  Кількість  священиків — 629 (з них представники секулярного духовенства — 336, члени чернечих організацій — 293), постійних дияконів — 1, монахів — 723, монахинь — 1731.